# Сьмехень
Сьмехень (пол. Śmiecheń) — село в Польщі, у гміні Біла Велюнського повіту Лодзинського воєводства.
Населення — 98 осіб (2011).
У 1975-1998 роках село належало до Серадзького воєводства.

## Демографія
Демографічна структура станом на 31 березня 2011 року:
|          | Загалом | Допрацездатний вік | Працездатний вік | Постпрацездатний вік |
| -------- | ------- | ------------------ | ---------------- | -------------------- |
| Чоловіки | 39      | 6                  | 27               | 6                    |
| Жінки    | 59      | 12                 | 29               | 18                   |
| Разом    | 98      | 18                 | 56               | 24                   |